# Chapeau tatare

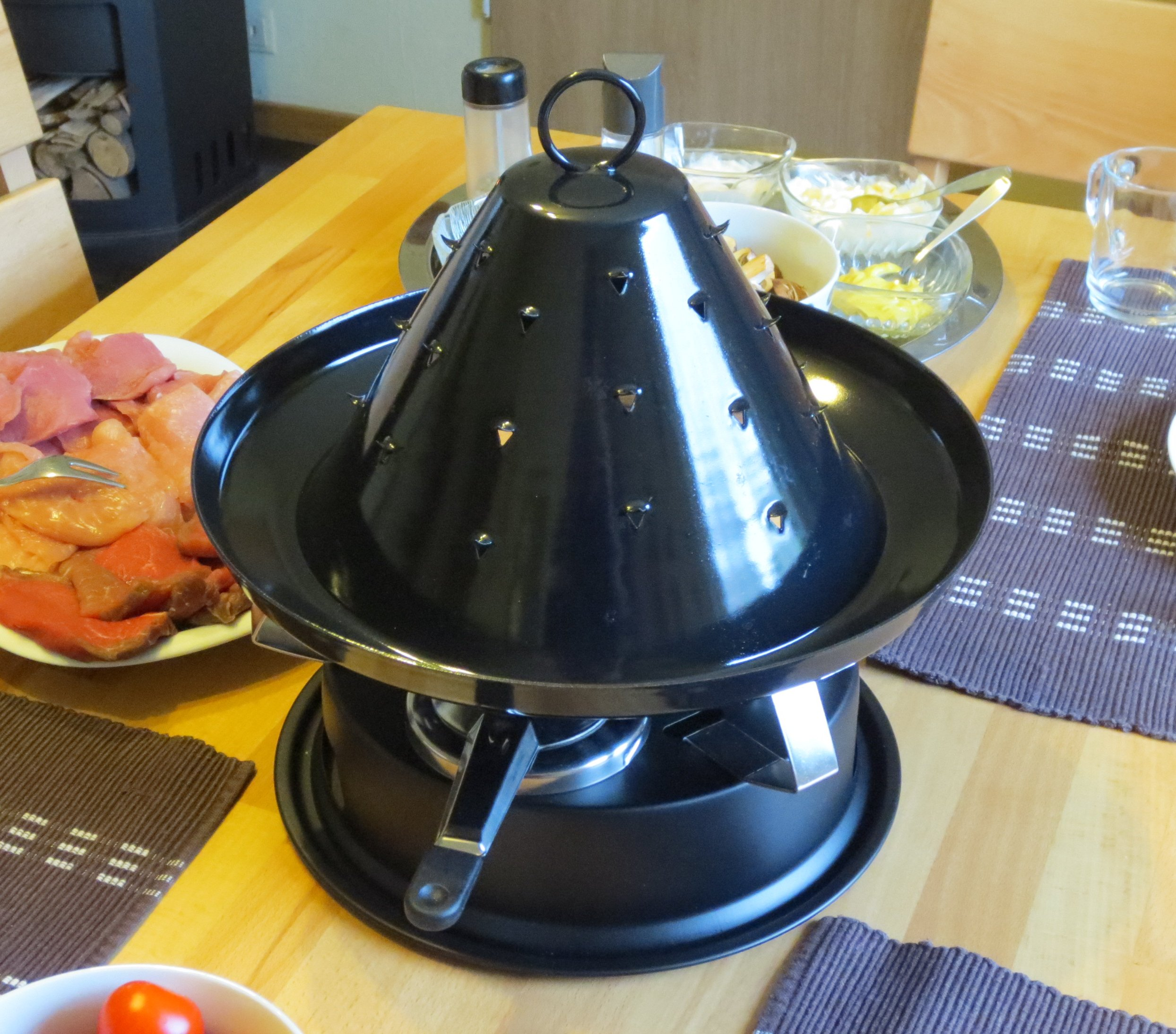
Chapeau tatare.

Le chapeau tatare (« Tatarenhut » en allemand) est un appareil de cuisson en forme de chapeau conique constitué d'un acier fin résistant à la chaleur. Sur la face extérieure sont réparties des pointes ou des bosses d'acier à intervalles réguliers de plusieurs centimètres pour accrocher des morceaux de viande, de poissons ou de légumes à l'instar d'une pierrade. La gouttière extérieure sert de récipient pour des légumes sur lesquels le jus de cuisson des viandes tombe. Le mode de chauffage est le charbon de bois, l'alcool à brûler ou électrique. La partie inférieure de l'appareil sert pour préparer une raclette.
Le chapeau tatare est très utilisé en Suisse, en Autriche et en Saxe, où il est également proposé par certains restaurants.